# Ministerio de Justicia y Seguridad Pública de El Salvador
El Ministerio de Justicia y Seguridad Pública de El Salvador es la entidad encargada de "Coordinar e Impulsar la justicia y seguridad pública en nuestro país para favorecer un mejor desarrollo y una convivencia pacífica entre la población, a través de políticas, planes y proyectos que promuevan la igualdad, equidad, innovación, crecimiento, desarrollo tecnológico, la efectividad y calidad en nuestros servicios".
En términos generales, el Ministerio de Justicia y Seguridad Pública es una entidad gubernamental encargada de supervisar y coordinar las políticas y actividades relacionadas con el sistema de justicia y la seguridad pública del país. Busca garantizar la efectividad y la transparencia en la administración de justicia, mejorar la eficacia del sistema legal, trabajar en estrecha colaboración con los organismos encargados de mantener el orden y la seguridad pública como la policía y otras fuerzas de seguridad, prevenir la delincuencia, abordar las causas subyacentes y promover la seguridad ciudadana, y trabajar para garantizar el respeto de los derechos humanos.

## Historia
A lo largo de su trayectoria histórica, el Ministerio de Justicia y Seguridad Pública ha experimentado diversos cambios tanto en su denominación como en sus funciones. Un ejemplo de esto ocurrió el 1 de octubre de 1915, cuando el entonces Presidente Constitucional de la República de El Salvador, Carlos Meléndez, emitió el Reglamento Interior del Poder Ejecutivo, estableciendo diez ministerios conocidos como Secretarías de Estado, entre las cuales se encontraban Relaciones Exteriores, Gobernación, Hacienda y Crédito Público, Guerra, Instrucción Pública, Justicia, Fomento, Agricultura, Beneficencia y Marina, ubicados en el Palacio Nacional.
En este contexto, la Secretaría de Gobernación también asumió la responsabilidad de Defensa Nacional y SEGURIDAD PÚBLICA, encargándose de las relaciones del Poder Ejecutivo con los municipios, enmarcadas en 18 atribuciones establecidas. Mediante el Decreto N.º 2296 del 22 de diciembre de 1956, se creó la Secretaría de Justicia, dirigida por un Ministro y un Subsecretario, con atribuciones legales y específicas, según los Artículos 33 y 34 del Reglamento Interior del Poder Ejecutivo, publicado en el Diario Oficial N.º 238, Tomo 173 del 22DIC956.
Posteriormente, mediante el Decreto No 41 del 5 de mayo de 1976, se promulgó un nuevo Reglamento Interior del Poder Ejecutivo, que incluía la creación de tres Ministerios adicionales, entre ellos, el Ministerio de la Presidencia, JUSTICIA y el de Planificación y Coordinación del Desarrollo y Social, sumando un total de trece Ministerios o Secretarías de Estado. A pesar de estas modificaciones, el de Gobernación persistió como Ministerio del Interior.
En el año 1994, específicamente el 27 de mayo mediante el Decreto N.º 49, se estableció el VICEMINISTERIO DE SEGURIDAD PÚBLICA, vinculado al Ministerio del Interior y de Seguridad Pública, con la Policía Nacional Civil bajo su jurisdicción, y sus atribuciones detalladas en el Reglamento Interno del Órgano Ejecutivo (Decreto N.º 70).
Es crucial destacar que este reglamento, emitido por el Decreto N.º 70 el 23 de diciembre de 1994 y publicado en el Diario Oficial N.º 19 el 27 de enero de 1995, modificó el Art. 34, asignando competencias al MINISTERIO DEL INTERIOR Y SEGURIDAD PÚBLICA en dos áreas distintas: 1°) ÁREA DEL INTERIOR y 2°) ÁREA DE SEGURIDAD PÚBLICA.
En virtud del Decreto No 45 del 22 de mayo de 1995, D.O. No 92 de esa misma fecha, se estableció el MINISTERIO DE SEGURIDAD PÚBLICA Y JUSTICIA, con la disposición de que la Policía Nacional Civil estaría bajo su dependencia, a la vez que derogaba el Decreto No 49 del 27 de mayo de 1994. Posteriormente, mediante el Decreto N.º 62 del 23 de diciembre de 1999, D.O. No 240 de esa misma fecha, se modificó el Art. 44, cambiando el nombre del MINISTERIO DE SEGURIDAD PÚBLICA, agregándole "y Justicia" con nuevas atribuciones.
Durante este período de reformas, la Dirección General de Centros Penales, anteriormente parte del Ministerio de Justicia, se integró al Ministerio del Interior. El 18 de diciembre de 2001, mediante el Decreto No 124, publicado en el D.O. N.º 242 del 20 de diciembre del 2001, se modificó el Art. 28, sustituyó el Art. 34 y su epígrafe, CREANDO EL MINISTERIO DE GOBERNACIÓN, con sus atribuciones establecidas, adicionando el Art. 34-A y derogando el Art. 44. El Art. 5 del nuevo Decreto declaró que menciones al Ministerio del Interior, Ministerio de Seguridad Pública y Justicia, o a sus titulares, se entenderán referidas al Ministerio de Gobernación, ya que se fusionaron bajo este nuevo Ministerio.
FINALMENTE, POR DECRETO N.º 125 DEL 5 DE DICIEMBRE DE 2006, se reformó el Reglamento Interno del Órgano Ejecutivo, recreando el MINISTERIO DE SEGURIDAD PÚBLICA Y JUSTICIA, separándolo oficialmente del Ministerio de Gobernación el 1 de enero de 2007, y definiendo nuevas competencias para el Ministerio de Gobernación, descritas en el Decreto Legislativo N.º 125, de fecha 6 de diciembre de 1996, publicado en el Diario Oficial N.° 227, Tomo 373, Art. 2.
Con el DECRETO N.º 1 del 1 de junio de 2009, se reformó nuevamente el Reglamento Interno del Órgano Ejecutivo, sustituyendo el número 3) en el Art. 28 por "3) MINISTERIO DE JUSTICIA Y SEGURIDAD PÚBLICA". Publicado en el Diario Oficial N.° 99, Tomo 383, del 1 de junio de 2009.

## Funciones y atribuciones
Las principales competencias del ministerio son:
- Servir como medio de comunicación y coordinación entre el Órgano Ejecutivo, con la Corte Suprema de Justicia, el Ministerio Público, la Comisión Coordinadora del Sector Justicia y Consejo Nacional de la Judicatura, en materias relacionadas con las políticas de seguridad pública;
- Ejercer, en representación del Presidente de la República y bajo sus directas instrucciones, la organización, conducción y mantenimiento de la Policía Nacional Civil, y la Academia Nacional de Seguridad Pública;
- Coordinar los esfuerzos contra el crimen organizado, el lavado de dinero y la corrupción, así como apoyar la prevención integral del consumo y uso indebido de drogas, su control, fiscalización y el tratamiento y rehabilitación de adictos;  así como dar cumplimiento a los compromisos internacionales adquiridos en esta materia; y
- Fijar la política penitenciaria del Estado, de conformidad con los principios que rigen la ley, así como organizar, dirigir, mantener y vigilar los centros penitenciarios, procurando la rehabilitación del recluso y su reinserción en la sociedad.

## Estructura

### Dependencias

#### Direcciones
- Comisión Nacional Antidrogas (CNA): es el ente coordinador y facilitador del cumplimiento de las actividades orientadas al combate de las drogas, tanto en el área de la reducción de la oferta como en la de reducción de la demanda de drogas ejecutadas por las diferentes instituciones, organismos públicos y privados autorizados y legalmente establecidos, según sus atribuciones legales.[3]
- Dirección de Información y Análisis (DIA): entidad responsable de consolidar, analizar y sistematizar información en materia de seguridad de manera oportuna, eficiente y eficaz.[4]
- Dirección de Atención a Víctimas (DAV): es la que presta atención a la población víctima de diferentes hechos de violencia, pero con especial énfasis en aquellas personas que se encuentren en una situación de riesgo y situación de desplazamiento forzado interno. Es la Dirección encargada de prestar atención integral a personas víctimas de violencia, siendo un área de oportunidad para la atención psicosocial de las víctimas de delitos.[5]

#### Instituciones
- Policía Nacional Civil (PNC): tiene a su cargo las funciones de policía urbana y policía rural que garantizan el orden, seguridad y tranquilidad pública, así como la colaboración en el procedimiento e investigación del delito.[6]
- Academia Nacional de Seguridad Pública (ANSP): se encarga de entrenar y capacitar académicamente a toda la ciudadanía salvadoreña que conforman a la Policía Nacional Civil.[7]

## Ministros de Justicia y Seguridad Pública
| Número | Ministro                                        | Período         | Gobierno                 |
| ------ | ----------------------------------------------- | --------------- | ------------------------ |
| 1.º    | Lic. José Manuel Melgar Henríquez               | 2009 - 2011     | Mauricio Funes Cartagena |
| 2.º    | Gral. David Victoriano Munguía Payés            | 2011 - 2013     | Mauricio Funes Cartagena |
| 3.º    | Ing. José Ricardo Perdomo Aguilar               | 2013 - 2014     | Mauricio Funes Cartagena |
| 4.º    | Lic. Benito Antonio Lara Fernández              | 2014 - 2016     | Salvador Sánchez Cerén   |
| 5.º    | Com. e Ing. Mauricio Ernesto Ramírez Landaverde | 2016 - 2019     | Salvador Sánchez Cerén   |
| 6.º    | Ing. Rogelio Eduardo Rivas Polanco              | 2019 - 2021     | Nayib Armando Bukele     |
| 7.º    | Lic. Héctor Gustavo Villatoro Funes             | 2021 - presente | Nayib Armando Bukele     |